# المرجلة (ملحان)

تعديل مصدري - تعديل

المرجلة هي إحدى قرى عزلة الشعاب بمديرية ملحان التابعة لمحافظة المحويت، بلغ تعداد سكانها 487 نسمة حسب تعداد اليمن لعام 2004.